# Pic del Miracle
El Pic, o Puig del Miracle és una muntanya de 1.274,7 metres del terme comunal de Prats de Molló i la Presta, de la comarca del Vallespir, a la Catalunya del Nord. Es troba a la zona sud-orccidental del centre del terme de Prats de Molló i la Presta, al nord-est dels Hostalets, o Sant Salvador, i al nord-oest de Prats de Molló. El Coll del Miracle és en el seu vessant meridional.
Diverses rutes de senderisme del massís del Canigó passen pel Puig del Miracle, entre elles, el Camí del Nord, de Mataró a Prada de Conflent.